# Древние города Казахстана
Древние города Казахстана — города и поселения Казахстана древнего и средне-векового периодов. 
Первые письменные сообщения о древних поселениях, находящихся на территории нынешнего Казахстана, относятся ко II в. до н. э. — I в. н. э. Древние авторы упоминают о городе Чигу, располагавшемся либо в котловине озера Иссык-Куль, либо в Илейской долине, а также о городах на реке Сырдарье. 
На обширной территории Казахстана издревле выделяются крупные историко-культурные регионы развития оседлой, а в Средние века и городской жизни. Одними из них были Южный Казахстан и Жетысу. При исследовании этих районов археологи выявили древние поселения, в которых обнаружены дворцовые постройки владетелей городов из сырцового кирпича, с помещениями, перекрытыми купольными сводами. Наибольшее число поселений найдено в Отырарском оазисе, в долине реки Арыс, на северных склонах Каратау, в низовьях Сырдарьи. Жители этих поселений занимались земледелием с использованием искусств, орошения, скотоводством, ремеслом и торговлей. 
Бурный рост городов на территории нынешнего Казахстана, происходящий в XII вв., связан с развитием тюркских государств средневековья: Тюркского, Западно-Тюркского, Тюргешского, Карлукского каганатов, Огузского, Кимакского, Кыпчакского и Караханидского государств. 
Археологическими исследованиями на Южном Казахстана зафиксировано 25 городищ со слоями VI—IX вв., которые можно считать остатками городов. Известны названия некоторых из них: Исфиджаб (Сайрам), Шараб, Будухкет, Отырар (Фараб), Шавгар. Выделяются: ада (цитадель), шахристан (внутренний город) и рабад (пригород). Города Тараз, Отырар (Фараб), Исфиджаб, Шавгар, Баласагун, Алмалык, Суяб, занимавшие важное положение на международных торговых путях, являвшиеся резиденциями правителей, центрами больших государственных объединений, были известны далеко за пределами Казахстана. Кроме них, на территории современного Казахстана и на сопредельных территориях существовали такие города, как Барсхан, Арсубаникет, Кулан, Мерки, Аспара, Хамукат, Дех Нуджикес, Талгар (Талхиз). В IX — нач. XIII вв. оседлая и городская жизнь существовала и в Центральном Казахстане. Города и поселения располагались в долинах Жезды, Кенгира, Сарысу, в предгорьях Улытау. Города также появились в Восточном Казахстане, в долине реки Иртыш. Письменные источники сообщают, что эти города принадлежали кимакам. Наиболее крупным был город Имакия — летняя резиденция царя (хакана). Кроме столицы, были известны города Дамурня, Сараус, Бенджар, Дахлан, Астур. Города-ставки возникают и в Западном Казахстане, в долинах Урала. Они принадлежали тюркам-огузам.

## Характер
Древние города Казахстана, как и другие средневековые города Востока, были многоязычны и пестры в этническом отношении, их населяли уйсуни, канглы, тюргеши, карлуки, уйгуры, кенгересы, чигили, ягма, кимаки, кыпчаки и другие. В городах развивались различные ремесла, стеклоделие, велась обработка металлов, процветало ювелирное искусство. Важное значение в жизни городов имела торговля, как международная, так и местная. Древние города Казахстана славились своими базарами, в некоторых из них чеканилась монета (Отырар, Тараз, Исфиджаб). Город представлял собой тесное скопление жилых домов, группирующихся в кварталы. Средневековый город состоял из трех частей: цитадель, шахристан и рабад. Центральной частью города являлась цитадель-внутреннее укрепление города, здесь, находилась главная ставка правителя города. Цитадель окружал шахристан, район заселенный городской знатью. К шахристану примыкал рабад,(ремесленно-торговое предместье), где жило основное население города. Здесь находились мастерские и усадьбы. Рабад также обносился стеной. Его территории рассекали узкие улочки с торговыми лавками, базарчиками. В VII—VIII вв. среди горожан были распространены буддизм и христианство, огнепоклонничество — шаманизм, с IX века быстрыми темпами стал распространяться ислам, который вскоре стал господствующей религией городского населения. В VII—IX вв. в городских предместьях располагались храмы зороастрийцев, буддистов, городские кладбища. В X веке важным элементом структуры города становится мечеть. Среди общественных построек большое распространение получают бани, которых в крупных городах насчитываются десятки. Две бани (X век) раскопаны в Таразе и две (XI—XII вв.) в Отыраре. Они отапливались горячим воздухом, проходившим под полом.

## Монгольский период
В XIII веке города Южного Казахстана подверглись разрушению во время монгольского нашествия (1219—1224). Были завоеваны и частично разрушены Отырар, Женд, Ашнас и множество другие населенные пункты. Горожане оказывали захватчикам героическое сопротивление. Особенно упорно сражались жители Отырара, которые в течение полугода отбивались от превосходящих сил противника. Во 2-й половине XIII века в результате многочисленных междоусобных распрей Чингизидов пришли в упадок города Жетысу (Шуская, Таласская, Илейская долины). В конце XIII века жизнь в них прекратилась и они превратились в развалины. Иначе складывалась судьба сырдарьинских городов: Отырара, Сыганака, Саурана, Созака, Сайрама, Туркистана. Постепенно возрождаясь, они к концу XIII века вновь становятся крупными экономическими, политическими, и культурными центрами. Эти города в XIII — начале XIV в. играли важную роль в жизни Ак-Орды, а затем Казахского ханства (с XV века). 
Тяжелый урон городской культуре Южного и Юго-Восточного Казахстана нанесли захватнические походы Тимура в 70—80-е гг. XIV века. В течение многих лет археологи раскапывали Отырар и изучали ремесленные пригороды. Были выявлены концентрации гончарного, кирпиче-обжигового и металлургических ремесел. Раскопаны баня (XIII—XV вв.) и мечеть (XVII в.), городские кварталы, состоящие из 10—15 домов; установлено, что в XVII веке в Отыраре проживало 5,5 тыс. чел. В монгольский период возникает на территории Западного Казахстана, в районе Урала, город Сарайчик, ставший впоследствии столицей Ногайской Орды. 
Ученые прослеживают преемственность культурных связей и материальной культуры населения позднесредневековых городов казахов XVIII — нач. XX вв. Городская жизнь нарушалась постоянными междоусобицами. Нашествия жонгар опустошали города Казахстана. Погибли Отырар, Сыганак, Сауран, Аркук, Карачук. Оставался Туркестан (Яссы), который с XV века стал столицей Южного Казахстана, резиденцией казахских ханов. Здесь находится религиозная святыня мусульман мавзолей Ходжа Ахмеда Яссауи, где погребены множество казахских ханов. Продолжали существовать города Икан, Карнак, Созак, Сайрам и Шымкент. Однако к началу XVIII века многие города Казахстана приходят в упадок.